# Foglio di alluminio

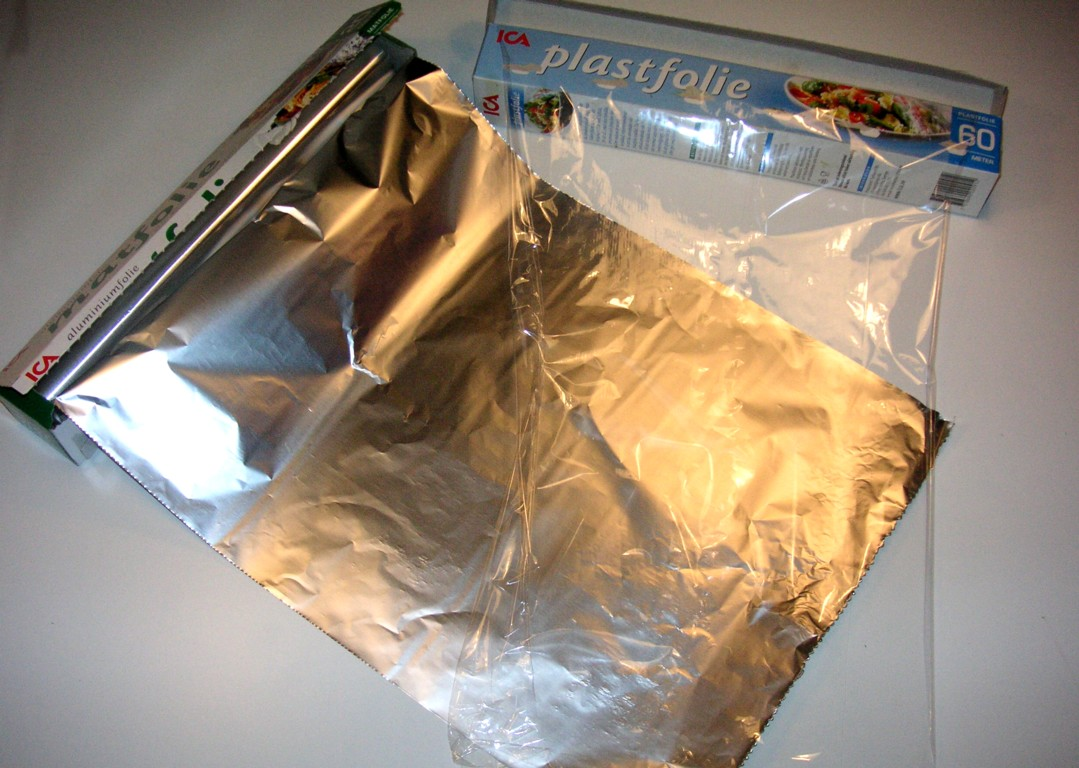
Un rotolo di alluminio a cui si sovrappone una pellicola alimentare

Il foglio di alluminio, detto impropriamente carta stagnola, è un materiale lavorato per il confezionamento e la conservazione degli alimenti e dei medicinali. Fino agli inizi del XX secolo venivano utilizzati veri e propri fogli di stagno (da cui il nome improprio di "carta", per la sua sottigliezza, e "stagnola", dal materiale), poi soppiantati da sottilissimi fogli di alluminio laminato.

## Uso domestico e culinario
In cucina il foglio di alluminio si affianca ad altri tipi di carte o plastiche alimentari a rotolo ad uso domestico, come la carta da forno e la pellicola, e viene usata anche per un particolare tipo di cottura, detta "al cartoccio". Le condizioni a contatto con alimenti ammesse dalla legge per recipienti e fogli in alluminio sono le seguenti:
- contatto breve: tempi inferiori alle 24 ore in qualunque condizione di temperatura
- contatto prolungato: tempi superiori alle 24 ore a temperatura refrigerata
- contatto prolungato: tempi superiori alle 24 ore a temperatura ambiente limitatamente agli alimenti con basso potere estrattivo (come caffè, spezie ed erbe, zucchero, cereali, paste alimentari non fresche, prodotti della panetteria, legumi e frutta secca, ortaggi essiccati).

Nella legge italiana si specifica che devono essere evitati i contatti prolungati a temperatura ambiente, o comunque non refrigerata, con alimenti acidi o troppo salati visto che l'acidità e l'eccesso di sale favoriscono il passaggio del metallo nell'alimento. La legge introduce inoltre un obbligo di etichettatura per prodotti in alluminio, sui quali deve essere indicato:
- non idoneo al contatto con alimenti fortemente acidi o fortemente salati
- destinato al contatto con alimenti a temperature refrigerate
- destinato al contatto con alimenti a temperature non refrigerate per tempi non superiori alle 24 ore
- destinato al contatto con gli alimenti a basso potere estrattivo a temperature ambiente anche per tempi superiori alle 24 ore.[1]

## Altri usi
I cosiddetti fogli di carta stagnola furono nel tempo usati in modi assai diversi per la malleabilità del materiale: ad esempio ebbero un ruolo importante per Edison nella sperimentazione del primo prototipo del fonografo.
Con il nome industriale di alfol, o aluminiumfolie in tedesco, viene usato come isolante termico: essendo l'alfol fittamente ondulato, l'effetto isolante è dovuto all'aria immobilizzata che viene suddivisa in piccolissime celle. L'alfol ha una durata superiore a quella degli isolanti di origine organica e viene usato nella costruzione di vagoni frigoriferi, negli impianti di riscaldamento e nelle coperture di ambienti.